# Lijst van voetbalinterlands Denemarken - Noorwegen
Deze lijst van voetbalinterlands is een overzicht van alle officiële voetbalwedstrijden tussen de nationale teams van Denemarken en Noorwegen. De landen hebben tot op heden 85 keer tegen elkaar gespeeld. De eerste ontmoeting was tijdens de Olympische Zomerspelen 1912 en werd gespeeld in Stockholm (Zweden) op 30 juni 1912. Het laatste duel, een vriendschappelijke wedstrijd, vond plaats op 8 juni 2024 in Brøndby.

## Wedstrijden
| №  | Plaats      | Datum             | Competitie           | Wedstrijd              | Uitslag |
| -- | ----------- | ----------------- | -------------------- | ---------------------- | ------- |
| 1  | Stockholm   | 30 juni 1912      | OS 1912              | Denemarken − Noorwegen | 7 − 0   |
| 2  | Kopenhagen  | 19 september 1915 | Vriendschappelijk    | Denemarken − Noorwegen | 8 − 1   |
| 3  | Kristiania  | 25 juni 1916      | Vriendschappelijk    | Noorwegen − Denemarken | 0 − 2   |
| 4  | Kopenhagen  | 15 oktober 1916   | Vriendschappelijk    | Denemarken − Noorwegen | 8 − 0   |
| 5  | Kristiania  | 17 juni 1917      | Vriendschappelijk    | Noorwegen − Denemarken | 1 − 2   |
| 6  | Kopenhagen  | 7 oktober 1917    | Vriendschappelijk    | Denemarken − Noorwegen | 12 − 0  |
| 7  | Kristiania  | 16 juni 1918      | Vriendschappelijk    | Noorwegen − Denemarken | 3 − 1   |
| 8  | Kopenhagen  | 6 oktober 1918    | Vriendschappelijk    | Denemarken − Noorwegen | 4 − 0   |
| 9  | Kopenhagen  | 12 juni 1919      | Vriendschappelijk    | Denemarken − Noorwegen | 5 − 1   |
| 10 | Kristiania  | 21 september 1919 | Vriendschappelijk    | Noorwegen − Denemarken | 3 − 2   |
| 11 | Kristiania  | 13 juni 1920      | Vriendschappelijk    | Noorwegen − Denemarken | 1 − 1   |
| 12 | Kopenhagen  | 2 oktober 1921    | Vriendschappelijk    | Denemarken − Noorwegen | 3 − 1   |
| 13 | Fredrikstad | 10 september 1922 | Vriendschappelijk    | Noorwegen − Denemarken | 3 − 3   |
| 14 | Kopenhagen  | 30 september 1923 | Vriendschappelijk    | Denemarken − Noorwegen | 2 − 1   |
| 15 | Kristiania  | 14 september 1924 | Vriendschappelijk    | Noorwegen − Denemarken | 1 − 3   |
| 16 | Kopenhagen  | 21 juni 1925      | Vriendschappelijk    | Denemarken − Noorwegen | 5 − 1   |
| 17 | Oslo        | 19 september 1926 | Vriendschappelijk    | Noorwegen − Denemarken | 2 − 2   |
| 18 | Oslo        | 29 mei 1927       | Vriendschappelijk    | Noorwegen − Denemarken | 0 − 1   |
| 19 | Kopenhagen  | 30 oktober 1927   | Vriendschappelijk    | Denemarken − Noorwegen | 3 − 1   |
| 20 | Oslo        | 17 juni 1928      | Vriendschappelijk    | Noorwegen − Denemarken | 2 − 3   |
| 21 | Kopenhagen  | 23 juni 1929      | Vriendschappelijk    | Denemarken − Noorwegen | 2 − 5   |
| 22 | Oslo        | 21 september 1930 | Vriendschappelijk    | Noorwegen − Denemarken | 1 − 0   |
| 23 | Kopenhagen  | 25 mei 1931       | Vriendschappelijk    | Denemarken − Noorwegen | 3 − 1   |
| 24 | Oslo        | 25 september 1932 | Vriendschappelijk    | Noorwegen − Denemarken | 1 − 2   |
| 25 | Kopenhagen  | 11 juni 1933      | Vriendschappelijk    | Denemarken − Noorwegen | 2 − 2   |
| 26 | Oslo        | 23 september 1934 | Vriendschappelijk    | Noorwegen − Denemarken | 3 − 1   |
| 27 | Kopenhagen  | 23 juni 1935      | Vriendschappelijk    | Denemarken − Noorwegen | 1 − 0   |
| 28 | Oslo        | 20 september 1936 | Vriendschappelijk    | Noorwegen − Denemarken | 3 − 3   |
| 29 | Kopenhagen  | 13 juni 1937      | Vriendschappelijk    | Denemarken − Noorwegen | 5 − 1   |
| 30 | Oslo        | 18 september 1938 | Vriendschappelijk    | Noorwegen − Denemarken | 1 − 1   |
| 31 | Kopenhagen  | 18 juni 1939      | Vriendschappelijk    | Denemarken − Noorwegen | 6 − 3   |
| 32 | Kopenhagen  | 22 oktober 1939   | Vriendschappelijk    | Denemarken − Noorwegen | 4 − 1   |
| 33 | Kopenhagen  | 26 augustus 1945  | Vriendschappelijk    | Denemarken − Noorwegen | 4 − 2   |
| 34 | Oslo        | 9 september 1945  | Vriendschappelijk    | Noorwegen − Denemarken | 1 − 5   |
| 35 | Oslo        | 16 juni 1946      | Vriendschappelijk    | Noorwegen − Denemarken | 2 − 1   |
| 36 | Kopenhagen  | 8 juli 1946       | Vriendschappelijk    | Denemarken − Noorwegen | 2 − 0   |
| 37 | Kopenhagen  | 20 oktober 1946   | Vriendschappelijk    | Denemarken − Noorwegen | 7 − 1   |
| 38 | Oslo        | 21 september 1947 | Vriendschappelijk    | Noorwegen − Denemarken | 3 − 5   |
| 39 | Kopenhagen  | 12 juni 1948      | Vriendschappelijk    | Denemarken − Noorwegen | 1 − 2   |
| 40 | Oslo        | 11 september 1949 | Vriendschappelijk    | Noorwegen − Denemarken | 0 − 2   |
| 41 | Kopenhagen  | 22 juni 1950      | Vriendschappelijk    | Denemarken − Noorwegen | 4 − 0   |
| 42 | Oslo        | 16 september 1951 | Vriendschappelijk    | Noorwegen − Denemarken | 2 − 0   |
| 43 | Kopenhagen  | 19 oktober 1952   | Vriendschappelijk    | Denemarken − Noorwegen | 1 − 3   |
| 44 | Oslo        | 13 september 1953 | Vriendschappelijk    | Noorwegen − Denemarken | 0 − 1   |
| 45 | Malmö       | 4 juni 1954       | Vriendschappelijk    | Denemarken − Noorwegen | 1 − 2   |
| 46 | Kopenhagen  | 31 oktober 1954   | Vriendschappelijk    | Denemarken − Noorwegen | 0 − 1   |
| 47 | Oslo        | 11 september 1955 | Vriendschappelijk    | Noorwegen − Denemarken | 1 − 1   |
| 48 | Kopenhagen  | 24 juni 1956      | Vriendschappelijk    | Denemarken − Noorwegen | 2 − 3   |
| 49 | Tampere     | 19 juni 1957      | Vriendschappelijk    | Noorwegen − Denemarken | 0 − 2   |
| 50 | Oslo        | 22 september 1957 | Vriendschappelijk    | Noorwegen − Denemarken | 2 − 2   |
| 51 | Kopenhagen  | 29 juni 1958      | Vriendschappelijk    | Denemarken − Noorwegen | 1 − 2   |
| 52 | Kopenhagen  | 26 mei 1960       | Vriendschappelijk    | Denemarken − Noorwegen | 3 − 0   |
| 53 | Oslo        | 17 september 1961 | Vriendschappelijk    | Noorwegen − Denemarken | 0 − 4   |
| 54 | Kopenhagen  | 11 juni 1962      | Vriendschappelijk    | Denemarken − Noorwegen | 6 − 1   |
| 55 | Oslo        | 15 september 1963 | Vriendschappelijk    | Noorwegen − Denemarken | 0 − 4   |
| 56 | Kopenhagen  | 11 oktober 1964   | Vriendschappelijk    | Denemarken − Noorwegen | 2 − 0   |
| 57 | Oslo        | 26 september 1965 | Vriendschappelijk    | Noorwegen − Denemarken | 2 − 2   |
| 58 | Kopenhagen  | 26 juni 1966      | Vriendschappelijk    | Denemarken − Noorwegen | 0 − 1   |
| 59 | Oslo        | 24 september 1967 | Vriendschappelijk    | Noorwegen − Denemarken | 0 − 5   |
| 60 | Kopenhagen  | 23 juni 1968      | Vriendschappelijk    | Denemarken − Noorwegen | 5 − 1   |
| 61 | Oslo        | 21 september 1969 | Vriendschappelijk    | Noorwegen − Denemarken | 2 − 0   |
| 62 | Kopenhagen  | 23 september 1970 | Vriendschappelijk    | Denemarken − Noorwegen | 0 − 1   |
| 63 | Oslo        | 26 september 1971 | Vriendschappelijk    | Noorwegen − Denemarken | 1 − 4   |
| 64 | Kopenhagen  | 21 juni 1973      | Vriendschappelijk    | Denemarken − Noorwegen | 1 − 0   |
| 65 | Trondheim   | 23 september 1973 | Vriendschappelijk    | Noorwegen − Denemarken | 0 − 1   |
| 66 | Bergen      | 24 juni 1976      | Vriendschappelijk    | Noorwegen − Denemarken | 0 − 0   |
| 67 | Vejle       | 25 augustus 1976  | Vriendschappelijk    | Denemarken − Noorwegen | 3 − 0   |
| 68 | Oslo        | 1 juni 1977       | Vriendschappelijk    | Noorwegen − Denemarken | 0 − 2   |
| 69 | Oslo        | 31 mei 1978       | Vriendschappelijk    | Noorwegen − Denemarken | 1 − 2   |
| 70 | Kopenhagen  | 4 juni 1980       | Vriendschappelijk    | Denemarken − Noorwegen | 3 − 1   |
| 71 | Kopenhagen  | 23 september 1981 | Vriendschappelijk    | Denemarken − Noorwegen | 2 − 1   |
| 72 | Oslo        | 15 juni 1982      | Vriendschappelijk    | Noorwegen − Denemarken | 2 − 1   |
| 73 | Kopenhagen  | 26 september 1984 | WK 1986 kwalificatie | Denemarken − Noorwegen | 1 − 0   |
| 74 | Oslo        | 16 oktober 1985   | WK 1986 kwalificatie | Noorwegen − Denemarken | 1 − 5   |
| 75 | Oslo        | 13 mei 1986       | Vriendschappelijk    | Noorwegen − Denemarken | 1 − 0   |
| 76 | Trondheim   | 6 juni 1990       | Vriendschappelijk    | Noorwegen − Denemarken | 1 − 2   |
| 77 | Aarhus      | 29 april 1992     | Vriendschappelijk    | Denemarken − Noorwegen | 1 − 0   |
| 78 | Oslo        | 1 juni 1994       | Vriendschappelijk    | Noorwegen − Denemarken | 2 − 1   |
| 79 | Kopenhagen  | 22 april 1998     | Vriendschappelijk    | Denemarken − Noorwegen | 0 − 2   |
| 80 | Oslo        | 7 september 2002  | EK 2004 kwalificatie | Noorwegen − Denemarken | 2 − 2   |
| 81 | Kopenhagen  | 7 juni 2003       | EK 2004 kwalificatie | Denemarken − Noorwegen | 1 − 0   |
| 82 | Oslo        | 26 maart 2011     | EK 2012 kwalificatie | Noorwegen − Denemarken | 1 − 1   |
| 83 | Kopenhagen  | 6 september 2011  | EK 2012 kwalificatie | Denemarken − Noorwegen | 2 − 0   |
| 84 | Herning     | 15 november 2013  | Vriendschappelijk    | Denemarken − Noorwegen | 2 − 1   |
| 85 | Brøndby     | 8 juni 2024       | Vriendschappelijk    | Denemarken − Noorwegen | 3 − 1   |

## Samenvatting
| Competitie        | Totaal gespeeld | Winst Denemarken | Gelijk | Winst Noorwegen | Doelsaldo Denemarken – Noorwegen |
| ----------------- | --------------- | ---------------- | ------ | --------------- | -------------------------------- |
| WK-kwalificatie   | 2               | 2                | 0      | 0               | 6 − 1                            |
| EK-kwalificatie   | 4               | 2                | 2      | 0               | 6 − 3                            |
| Olympische Spelen | 1               | 1                | 0      | 0               | 7 − 0                            |
| Vriendschappelijk | 78              | 48               | 10     | 20              | 201 − 93                         |
| Totaal            | 85              | 53               | 12     | 20              | 220 − 97                         |

Wedstrijden bepaald door strafschoppen worden, in lijn met de FIFA, als een gelijkspel gerekend.

## Details

### 70ste ontmoeting
| Vriendschappelijk (Kopenhagen, Denemarken, 4 juni 1980):            |       |                       |
| Denemarken                                                          | 3 – 1 | Noorwegen             |
| Benny Nielsen 69' (pen.) Frank Arnesen 71' Preben Elkjær Larsen 76' | goals | 21' Stein Kollshaugen |

### 74ste ontmoeting
| WK 1986 kwalificatie (Oslo, Noorwegen, 16 oktober 1985): |       | |
| Noorwegen                                                | 1 – 5 | Denemarken                                                                                                  |
| Tom Sundby 44'                                           | goals | 56' Michael Laudrup 63' (pen.) Søren Lerby 65' Preben Elkjær Larsen 75' Klaus Berggreen 78' Klaus Berggreen |

### 80ste ontmoeting
| EK 2004 kwalificatie (Oslo, Noorwegen, 7 september 2002): |              | |
| Noorwegen | 2 – 2        | Denemarken |
| John Arne Riise 54' John Carew 90+2' | goals        | 23' Jon Dahl Tomasson 71' Jon Dahl Tomasson |
| Nils Johan Semb | bondscoach   | Morten Olsen |
| Frode Grodås Christer Basma Henning Berg Ronny Johnsen André Bergdølmo Øyvind Leonhardsen 77' Trond Andersen 77' Eirik Bakke 88' John Arne Riise Steffen Iversen Ole Gunnar Solskjær | opstellingen | Thomas Sørensen Thomas Helveg Martin Laursen Steven Lustü Niclas Jensen Christian Poulsen Thomas Gravesen 59' Dennis Rommedahl 90' Jon Dahl Tomasson 70' Jesper Grønkjær Ebbe Sand |
| Roar Strand 77' John Carew 77' Tommy Svindal Larsen 88' | wissels      | 59' Jan Michaelsen 70' Claus Jensen 90' Per Nielsen |
| Eirik Bakke 14' | gele kaarten | 40' Martin Laursen |
| - Debuut van Per Nielsen (IF Brøndby) voor Denemarken. |              | |

DBU · A-internationals · Selecties · Bondscoaches · Deens vrouwenelftal · Olympisch elftal · Denemarken U21 · Denemarken U20 · Denemarken U19 · Denemarken U18 · Denemarken U17 · Denemarken U16 · Vrouwen U17
1908 – 1919 ·
1920 – 1929 ·
1930 – 1939 ·
1940 – 1949 ·
1950 – 1959 ·
1960 – 1969 ·
1970 – 1979 ·
1980 – 1989 ·
1990 – 1999 ·
2000 – 2009 ·
2010 – 2019 ·
2020 − 2029
EK's: 1964 · 
1984 · 
1988 · 
1992 · 
1996 · 
2000 · 
2004 · 
2012 · 
2020 · 
2024
WK's: 1986 · 
1998 · 
2002 · 
2010 · 
2018 · 
2022
OS: 1908 · 
1912 · 
1920 · 
1948 · 
1952 · 
1960 · 
1972 · 
1992 · 
2016
1908 · 
1909 · 
1910 · 
1911 · 
1912 · 
1913 · 
1914 · 
1915 · 
1916 · 
1917 · 
1918 · 
1919 · 
1920 · 
1921 · 
1922 · 
1923 · 
1924 · 
1925 · 
1926 · 
1927 · 
1928 · 
1929 · 
1930 · 
1931 · 
1932 · 
1933 · 
1934 · 
1935 · 
1936 · 
1937 · 
1938 · 
1939 · 
1940 · 
1941 · 
1942 · 
1943 · 
1944 · 
1946 · 
1947 · 
1948 · 
1949 · 
1950 · 
1952 · 
1952 · 
1953 · 
1954 · 
1955 · 
1956 · 
1957 · 
1958 · 
1959 · 
1960 · 
1961 · 
1962 · 
1963 · 
1964 · 
1965 · 
1966 · 
1967 · 
1968 · 
1969 · 
1970 · 
1971 · 
1972 · 
1973 · 
1974 · 
1975 · 
1976 · 
1977 · 
1978 · 
1979 · 
1980 · 
1981 · 
1982 · 
1983 · 
1984 · 
1985 · 
1986 · 
1987 · 
1988 · 
1989 · 
1990 ·
1991 · 
1992 · 
1993 · 
1994 · 
1995 · 
1996 · 
1997 · 
1998 · 
1999 · 
2000 · 
2001 · 
2002 · 
2003 · 
2004 · 
2005 · 
2006 · 
2007 · 
2008 · 
2009 · 
2010 · 
2011 · 
2012 · 
2013 · 
2014 · 
2015 · 
2016 · 
2017 · 
2018 ·
2019 ·
2020 ·
2021 ·
2022 ·
2023
Albanië ·
Algerije ·
Argentinië ·
Armenië ·
Australië ·
België ·
Bermuda ·
Bosnië en Herzegovina · 
Brazilië ·
Bulgarije ·
Canada ·
Chili ·
Cyprus ·
DDR ·
Duitsland ·
Ecuador ·
Egypte ·
Engeland ·
Estland ·
Faeröer · 
Finland · 
Frankrijk ·
Gambia ·
Georgië ·
Ghana ·
Gibraltar ·
GOS ·
Griekenland ·
Honduras ·
Hongarije ·
Hongkong ·
Ierland ·
IJsland ·
Indonesië ·
Iran ·
Israël ·
Italië ·
Japan ·
Joegoslavië ·
Kameroen ·
Kazachstan ·
Kosovo · 
Kroatië · 
Letland ·
Liechtenstein ·
Litouwen ·
Luxemburg ·
Malta ·
Marokko ·
Mexico ·
Moldavië · 
Montenegro · 
Nederland ·
Nederlandse Antillen ·
Nigeria ·
Noord-Ierland ·
Noord-Macedonië ·
Noorwegen ·
Oekraïne ·
Oostenrijk ·
Panama ·
Paraguay ·
Peru ·
Polen ·
Portugal ·
Roemenië ·
Rusland ·
San Marino ·
Saoedi-Arabië ·
Schotland ·
Senegal ·
Servië ·
Singapore ·
Slovenië ·
Slowakije ·
Sovjet-Unie ·
Spanje ·
Suriname ·
Thailand ·
Togo · 
Tsjechië ·
Tsjecho-Slowakije ·
Tunesië · 
Turkije · 
Uruguay ·
Verenigde Arabische Emiraten ·
Verenigde Staten ·
Wales ·
Wit-Rusland ·
Zuid-Afrika ·
Zuid-Korea ·
Zweden ·
Zwitserland
Argentinië (1995) · 
Australië (2018) ·
Australië (2022) · 
België (2021) · 
Duitsland (1992) · 
Duitsland (2012) · 
Engeland (2021) · 
Finland (2021) · 
Frankrijk (2002) · 
Frankrijk (2018) · 
Japan (2010) · 
Kameroen (2010) · 
Kroatië (2018) · 
Nederland (2010) · 
Nederland (2012) · 
Peru (2018) · 
Portugal (2012) · 
Rusland (2021) · 
Senegal (2002) · 
Tsjechië (2021) · 
Uruguay (2002) · 
Wales (2021)
NFF · A-internationals · Selecties · Bondscoaches · Noors vrouwenelftal · Olympisch elftal · Noorwegen U21 · Noorwegen U20 · Noorwegen U19 · Noorwegen U18 · Noorwegen U17 · Noorwegen U16 · Vrouwen U17
1908 – 1919 ·
1920 – 1929 ·
1930 – 1939 ·
1940 – 1949 ·
1950 – 1959 ·
1960 – 1969 ·
1970 – 1979 ·
1980 – 1989 ·
1990 – 1999 ·
2000 – 2009 ·
2010 – 2019 ·
2020 − 2029
EK 2000
WK 1938 ·
WK 1994 ·
WK 1998
OS 1912 · 
OS 1920 · 
OS 1936 · 
OS 1952 · 
OS 1984
1908 ·
1909 ·
1910 ·
1911 ·
1912 · 
1913 · 
1914 · 
1915 · 
1916 · 
1917 · 
1918 · 
1919 · 
1920 · 
1921 · 
1922 · 
1923 · 
1924 · 
1925 · 
1926 · 
1927 · 
1928 · 
1929 · 
1930 · 
1931 · 
1932 · 
1933 · 
1934 · 
1935 · 
1936 · 
1937 · 
1938 · 
1939 · 
1940 – 1944 · 
1945 · 
1946 · 
1947 · 
1948 · 
1949 · 
1950 · 
1952 · 
1952 · 
1953 · 
1954 · 
1955 · 
1956 · 
1957 · 
1958 · 
1959 · 
1960 · 
1961 · 
1962 · 
1963 · 
1964 · 
1965 · 
1966 · 
1967 · 
1968 · 
1969 · 
1970 · 
1971 · 
1972 · 
1973 · 
1974 · 
1975 · 
1976 · 
1977 · 
1978 · 
1979 · 
1980 · 
1981 · 
1982 · 
1983 · 
1984 · 
1985 · 
1986 · 
1987 · 
1988 · 
1989 · 
1990 ·
1991 · 
1992 · 
1993 · 
1994 · 
1995 · 
1996 · 
1997 · 
1998 · 
1999 · 
2000 · 
2001 · 
2002 · 
2003 · 
2004 · 
2005 · 
2006 · 
2007 · 
2008 · 
2009 · 
2010 · 
2011 · 
2012 · 
2013 · 
2014 · 
2015 · 
2016 · 
2017 · 
2018 ·
2019 ·
2020 ·
2021 ·
2022 ·
2023 ·
2024
Albanië ·
Argentinië ·
Armenië ·
Australië ·
Azerbeidzjan ·
Bahrein ·
België ·
Bermuda ·
Bosnië en Herzegovina ·
Brazilië ·
Bulgarije ·
China ·
Colombia ·
Costa Rica ·
Cyprus ·
Denemarken ·
DDR ·
Duitsland ·
Egypte ·
Engeland ·
Estland ·
Faeröer ·
Finland ·
Frankrijk ·
Georgië ·
Ghana ·
Gibraltar ·
Grenada ·
Griekenland ·
Guatemala ·
Honduras ·
Hongarije ·
Hongkong ·
Ierland ·
IJsland ·
Israël ·
Italië ·
Jamaica ·
Japan ·
Joegoslavië ·
Jordanië ·
Kameroen ·
Kazachstan ·
Koeweit ·
Kosovo ·
Kroatië ·
Letland ·
Litouwen ·
Luxemburg ·
Malta ·
Marokko ·
Mexico ·
Moldavië ·
Montenegro ·
Nederland ·
Nieuw-Zeeland ·
Nigeria ·
Noord-Ierland ·
Noord-Korea ·
Noord-Macedonië ·
Oekraïne ·
Oman ·
Oostenrijk ·
Panama ·
Paraguay ·
Polen ·
Portugal ·
Qatar ·
Roemenië ·
Rusland ·
Saarland ·
San Marino ·
Saoedi-Arabië ·
Schotland ·
Senegal ·
Servië ·
Servië en Montenegro ·
Singapore ·
Slovenië ·
Slowakije ·
Sovjet-Unie ·
Spanje ·
Thailand ·
Trinidad en Tobago ·
Tsjechië ·
Tsjecho-Slowakije ·
Tunesië ·
Turkije ·
Uruguay ·
Verenigde Arabische Emiraten ·
Verenigde Staten ·
Verenigd Koninkrijk ·
Wales ·
Wit-Rusland ·
Zuid-Afrika ·
Zuid-Korea ·
Zweden ·
Zwitserland